# Дон (река у Шкотској)
Дон (енгл. River Don) је река у Уједињеном Краљевству, у Шкотској. Дуга је 131 km. Протиче кроз Абердиншир. Улива се у Северно море. 